# Sarcofago degli sposi
Il Sarcofago degli sposi è un sarcofago etrusco in terracotta che risale al VI secolo a.C., conservato nel Museo nazionale etrusco di Villa Giulia a Roma.

## Descrizione
La scultura ritrae una coppia di sposi sdraiati in un triclinio a un banchetto. Entrambe le figure hanno i capelli lunghi e gli occhi allungati. La donna indossa un copricapo caratteristico e un paio di sandali ai piedi, mentre il marito presenta una barba lunga e appuntita. Le braccia bianche della donna rappresentano la sua importanza a livello politico e sociale. La realizzazione del sarcofago richiese la ricerca di più pezzi, poi uniti, modellati e dipinti con l'aggiunta di dettagli.
La scultura fu ritrovata in 400 frammenti nel 1881 durante scavi nella necropoli della Banditaccia a Cerveteri. 
I due coniugi sono raffigurati semidistesi su una klìne (pronuncia: clìne), un letto a piazza matrimoniale di bronzo ricoperto di stoffe e cuscini, sopra cui gli ospiti si adagiavano durante le feste. Questa klìne si presenta con zampe a volute e gli sposi giacciono su un materasso munito di coperta e cuscino, in posizione di perfetta parità, come se partecipassero a un banchetto. La posizione di rilevanza della donna nella società non fu ripresa dai Romani, che non ammettevano le donne al convivio, se non in epoca imperiale. 
Un sarcofago simile, già appartenente alla collezione di Giovanni Pietro Campana, si trova al Museo del Louvre a Parigi, acquisito a seguito della messa in asta dell'intera raccolta del Campana.

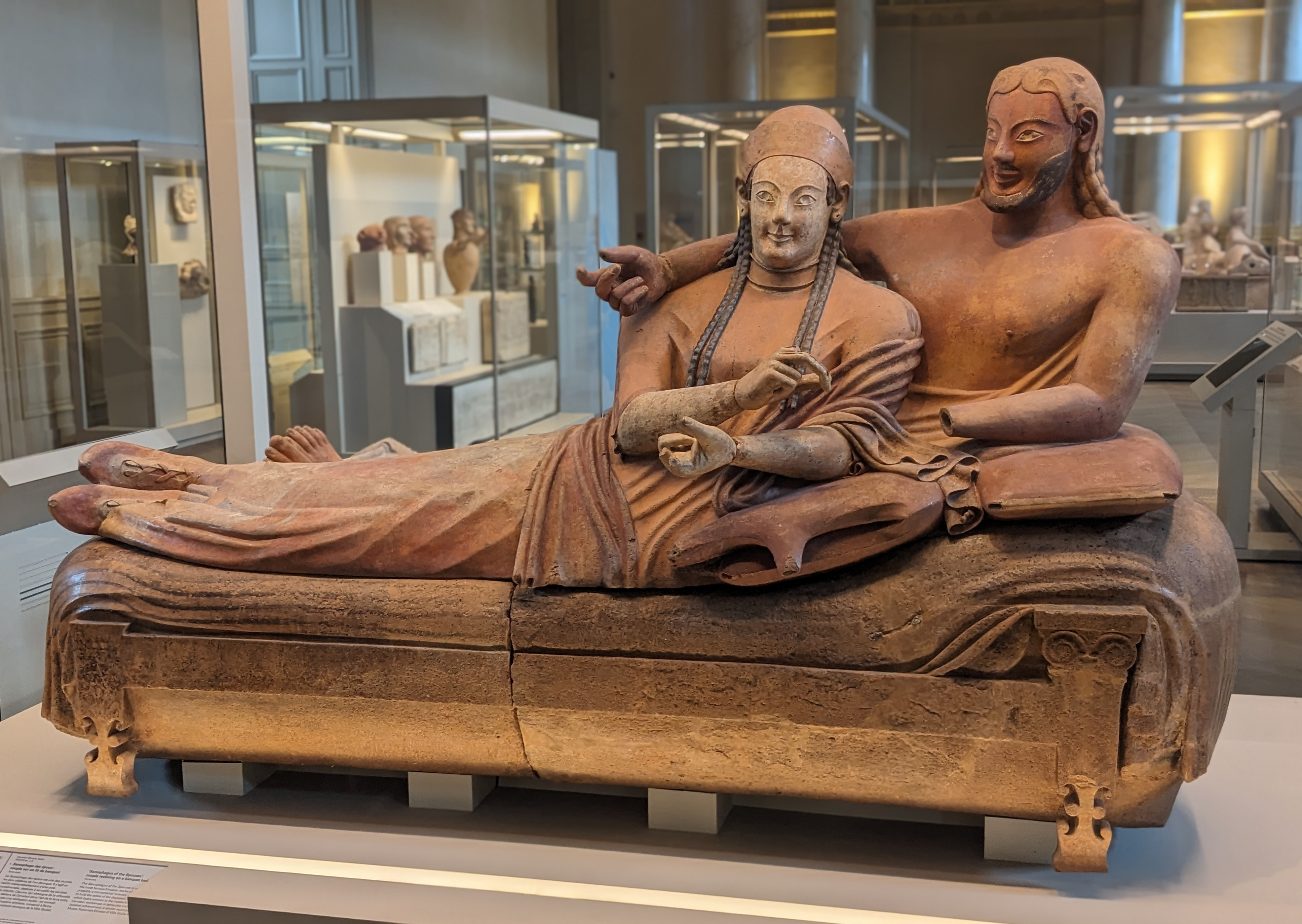
Il Sarcofago degli sposi del Louvre a Parigi